# Contarinia viticola
Contarinia viticola är en tvåvingeart som först beskrevs av Rubsaamen 1906.  Contarinia viticola ingår i släktet Contarinia och familjen gallmyggor. Inga underarter finns listade i Catalogue of Life.